# Sista tåget
Sista tåget (franska: Le dernier métro) är en fransk dramafilm från 1980, regisserad av François Truffaut.

## Om filmen
Filmen utspelar sig i Frankrike under andra världskriget. Lucas Steiner är en teaterchef, och gömmer sig i källaren från nazisterna eftersom han är jude. Hans hustru Marion styr teatern i hans frånvaro. Bernard är en ung skådespelare som just fått rollen på en av teaterns uppsättningar. Han är också i smyg en medlem av den franska motståndsrörelsen. Teatern är under hård granskning av tyskarna, som letar efter ursäkter att stänga ner den.
Filmen vann åtskilliga Césarpriser, bland annat för bästa film.

## Rollista (i urval)
- Catherine Deneuve – Marion Steiner
- Gérard Depardieu – Bernard Granger
- Heinz Bennent – Lucas Steiner
- Jean Poiret – Jean-Loup Cottins